# Фермид (Калифорнија)
Фермид (енгл. Fairmead) насељено је место без административног статуса у америчкој савезној држави Калифорнија.

## Демографија
По попису из 2010. године број становника је 1.447.
| Група             | 2000.    | 2010.       |
| Белци             | 0 (0,0%) | 330 (22,8%) |
| Афроамериканци    | 0 (0,0%) | 88 (6,1%)   |
| Азијати           | 0 (0,0%) | 7 (0,5%)    |
| Хиспаноамериканци | 0 (0,0%) | 984 (68,0%) |
| Укупно            | 0        | 1.447       |